# Мантова (футбольный клуб)
«Мантова» (итал. AC Mantova SRL) — итальянский футбольный клуб из города Мантуя, выступающий в Серии B. Основан в 1911 году. Домашние матчи проводит на стадионе «Данило Мартелли», вмещающем 14 844 зрителя.

## История
1970-е годы для клуба стали наиболее успешными, 7 сезонов Мантова провела в Серии A 1961/62 — 1964/65, 1966/67 — 1967/68, 1971/72.
В сезоне 2004/05 клуб выиграл Серию C1/A, обыграв в финале плей-офф клуб Павиа, таким образом завоевав право выступать в Серии B.
В сезоне 2006/07 клуб стал первым, кому удалось обыграть Ювентус в матче Серии B.

## Достижения
Серия B: (1)
- Победитель: 1970/71

Серия C1: (1)
- Победитель: 1958/59

Серия C2: (3)
- Победитель: 1987/88, 1992/93 и 2003/04

Серия D: (1)
- Победитель: 1957/58

## Известные игроки
- Дино Дзофф
- Анджело Сормани
- Карл-Хайнц Шнеллингер
- Стефано Фьоре
- Дарио Убнер

## Известные тренеры
- Алессандро Костакурта